# آنتساکاباری
آنتساکاباری (به لاتین: Antsakabary) یک منطقهٔ مسکونی در ماداگاسکار است که در بفندریانا-نورد واقع شده‌است. آنتساکاباری ۲۲٬۰۰۰ نفر جمعیت دارد و ۵۹۶ متر بالاتر از سطح دریا واقع شده‌است.